# Riley 9
Der Riley 9 war ein Pkw von Riley.

## Beschreibung
Es war ein Fahrzeug der unteren Mittelklasse, das Riley 1926 herausbrachte.
Der Riley 9 hat einen Vierzylinder-Reihenmotor – den ersten obengesteuerten Motor der Firmengeschichte – mit V-förmig hängenden Ventilen, Querstromzylinderkopf und zwei untenliegenden Nockenwellen. Mit 1087 cm³ Hubraum leitete der Motor maximal 29 bhp (21 kW). Alle vier Räder waren an Starrachsen mit Halbelliptikfedern aufgehängt. Die Fahrzeuge waren als Tourer und mit verschiedenen anderen Karosserien erhältlich.
Der Roadster Riley Brooklands wurde nach einer berühmten Autorennstrecke in England benannt. Der Radstand war 30 cm kürzer als der des Tourers. Das elegante Sportfahrzeug (mit zeittypischen Lederriemen zur Sicherung der Motorhaube) wurde von 1928 bis 1932 gebaut und erreichte 128 km/h.
Im Jahr 1929 erschienen die Limousinen Riley 9 Kestrel und der Riley 9 Monaco. Die Produktion der 104 km/h schnellen Fahrzeuge wurde 1935 ohne Nachfolger eingestellt.